# 沃尔沙德
沃尔沙德，是匈牙利托尔瑙州所辖的一个村，总面积21.56平方公里，总人口370，人口密度17.2人/平方公里（2010年1月1日）。